# Daniel Sahuleka
Daniel Sahuleka (ur. 6 grudnia 1950 w Semarang) – indonezyjsko-holenderski piosenkarz.

## Życiorys
Urodził się w rodzinie o mieszanej tożsamości etnicznej – jego matka miała pochodzenie chińsko-sundajskie, a jego ojciec pochodził z ludu Ambończyków. W latach 60. wraz z rodziną przeprowadził się do Holandii.
W 1977 roku zadebiutował w Europie, wydając singiel „You Make My World So Colourful”. W Indonezji zyskał popularność za sprawą utworów „Don’t Sleep Away the Night” i „You Make My World So Colourful”.

## Dyskografia
Albumy
- 1977: Sahuleka 1
- 1978: Sahuleka 2
- 1981: Sunbeam
- 1981: We’ll Go Out Tonight with Daniel Sahuleka
- 1990: The Loner
- 1993: I Adore You
- 1995: RahASIA
- 1998: After the Jetlag
- 2003: Colorfool
- 2006: If I Didn’t
- 2007: Christmas Love
- 2008: Eastern Journeys
- 2009: reMAKE mySTYLE
- 2010: Book „Daniel and his Songs”
- 2011: reMAKE mySTYLE
- 2015: Dad’s Request

Single
- 1976: „You Make My World So Colourful”
- 1976: „Marie Claire”
- 1977: „Love to Love You”
- 1977: „The Change”
- 1978: „Long Distance Highway”
- 1979: „Finally Home Again”
- 1980: „Don’t Sleep Away the Night”
- 1981: „We’ll Go Out Tonight”
- 1981: „Wake Up”
- 1982: „Ev’rybody Feel the Groove”
- 1982: „Viva La Libertad”
- 1983: „Ev’ry Day”
- 1983: „Such Luck”
- 1983: „Skankin’
- 1984: „Dance in the Street”
- 1985: „Let Us All Be One”
- 1990: „Imagine”
- 1993: „You Make My World So Colourful”
- 1995: „Bulan Pakai Payung”
- 1995: „Simphoni”
- 1996: „Dust of Life”
- 1998: „How Nice”
- 1998: „How I Love”
- 1998: „How Love”